# Memecylon kollimalayana
Memecylon kollimalayana är en tvåhjärtbladig växtart som beskrevs av M.B. Viswan.. Memecylon kollimalayana ingår i släktet Memecylon och familjen Melastomataceae. Inga underarter finns listade i Catalogue of Life.